# 魏絳
魏 絳（ぎ こう、生没年不詳）は、中国春秋時代の晋の武将、政治家。姓は姫、氏は魏、諱は絳、諡は荘。魏犨の長男の魏悼子の子。悼公、平公に仕えた。魏荘子と呼ばれる。

## 生涯
魏絳は魏犨の孫で、嫡流とは遠い立場にあったが、紀元前573年に悼公が即位した時、その勇敢さを買われ、中軍司馬に抜擢される。
後の紀元前570年、悼公が諸侯と会盟した際、悼公の弟の楊干が列を乱したので、その御者を処刑した。弟を辱められた悼公は一度は激怒するが、魏絳の職務の忠実さに気づき、翌紀元前569年に新軍の佐に昇格させる。
同年冬、戎狄が晋との講和を申し出た際には、魏絳がそれを取りまとめ、その事で晋は再び諸侯の覇としての名を上げた。
その後も魏絳は、悼公の側近として大活躍を続け、その功績で悼公から安邑(山西省夏県)を下賜され、そこを魏氏の中心と定め、その発展の礎を築く。
紀元前559年の悼公の没後、引き続き後を継いだ平公に仕え、紀元前555年の斉討伐戦で大活躍をするが、その直後に家督を孫の魏舒（早世した息子の魏嬴の子）に譲り、政界から引退する。
死後、「荘」を諡され、魏荘子と呼ばれる。